# Rocha Lunar (Marvel Comics)
Rocha Lunar é o nome de dois supervilões da Marvel Comics que conseguiram poderes a partir de uma rocha encontrada no solo da Lua. A primeira pessoa com o codinome foi Lloyd Bloch, introduzido em 1974 enfrentando o Capitão América. A segunda pessoa, e a mais associada com o nome, foi Karla Sofen, uma psiquiatra ambiciosa e manipuladora que em 1978 convenceu Bloch a expelir a rocha que lhe dava poderes para pegá-la para si e, após se tornar Rocha Lunar, atacou o Hulk. Sofen também teve seus momentos de anti-heroína como membro dos Thunderbolts (durante o começo do grupo, Sofen chegou a atender pelo codinome Meteorita), e participou dos Vingadores Sombrios comandados pelo Patriota de Ferro (Norman Osborn, ex-Duende Verde), adotando as identidades de Miss Marvel (inclusive usando o primeiro uniforme de Carol Danvers) e Capitã Marvel.
Fora dos quadrinhos, Rocha Lunar também tem aparições nos desenhos The Avengers: United They Stand Avengers: Ultron Revolution e Marvel Spider-Man,  e os jogos Marvel: Ultimate Alliance 2, Marvel: Avengers Alliance, Marvel Puzzle Quest e Lego Marvel's Avengers.